# Чемпионат мира по бегу по пересечённой местности 1994
Чемпионат мира по бегу по пересечённой местности 1994 прошёл 26 марта 1994 года в городе Будапешт, Венгрия.
Всего было проведено 4 забега — мужчины (дистанция 12 км), женщины (8 км), а также забеги юниоров (8 км) и юниорок (6 км). Также разыгрывались победители в командном первенстве — складываются четыре лучших результата от страны и по сумме наименьшего времени определялись чемпионы. В командном зачёте среди мужчин победила Кения, среди женщин — Португалия.

## Результаты

### Мужчины
| Место | Имя                 | Гражданство | Время 0(м:с) |
| ----- | ------------------- | ----------- | ------------ |
| 1     | Уильям Сигеи        | Кения       | 34:29        |
| 2     | Симон Чемойво       | Кения       | 34:30        |
| 3     | Хайле Гебреселассие | Эфиопия     | 34:32        |
| 4     | Пол Тергат          | Кения       | 34:36        |
| 5     | Халид Сках          | Марокко     | 34:59        |
| 6     | Джеймс Сонгок       | Кения       | 35:02        |
| 7     | Аддис Абебе         | Эфиопия     | 35:11        |
| 8     | Айеле Мезгебу       | Эфиопия     | 35:14        |